# Laura Grimaldi
Pour les articles homonymes, voir Grimaldi (homonymie).
Œuvres principales
- La Faute
- Monsieur Bovary
- Elementare, signor presidente

Laura Grimaldi, née en 1928 à Rufina dans la province de Florence, en Toscane  et morte à Milan le 3 juillet 2012 est une journaliste, traductrice et écrivaine italienne de nombreux romans policiers et de thrillers. Elle est également critique et directrice de plusieurs collections littéraires en Italie.

## Biographie
Elle naît à Florence et passe son enfance à Bergame avant d’emménager à Milan. Elle suit les cours de l'Université Bocconi et débute à la fin de ses études comme consultante et traductrice pour le groupe Arnoldo Mondadori Editore. Elle se spécialise dans la littérature policière et dirige pour cet éditeur les collections Segretissimo, Il Giallo Mondadori et Urania.
Elle traduit plusieurs ouvrages de l'anglais à l'italien, notamment des romans d'Eric Ambler, Ray Bradbury, John Dickson Carr, Raymond Chandler, James Hadley Chase, Agatha Christie, Philip K. Dick, Thomas Harris, Ernest Hemingway, Ellery Queen, Rex Stout, Scott Turow ou Donald E. Westlake.
Depuis 1956, Laura Grimaldi a publié seule de nombreux romans noirs. En compagnie de Marco Tropea (it), journaliste, traducteur et directeur d’une collection de romans policiers italiens, elle écrit quelques solides pastiches politico-policiers, comme Elementare, signor presidente en 1977. En 1989, elle fonde avec Tropea la maison d'édition Interno Giallo (it) et fait notamment découvrir aux lecteurs italiens les œuvres de Dashiell Hammett.
Elle a également travaillé au cours des années 1970 et 1990 comme critique littéraire pour le compte de plusieurs revues, journaux et magazines italiens.
En France, elle devient connue grâce à ses romans publiés par les éditions Métailié, notamment avec Le Soupçon (Il sospetto), traduit par Serge Quadruppani et Monsieur Bovary, pastiche humoristique revisitant du point de vue du mari, Charles Bovary, l'intrigue du roman Madame Bovary de Gustave Flaubert. En 2003, elle devient la première lauréate du Prix du polar européen avec le roman La Faute (La Colpa).
Dans l'autobiographie Faccia un bel respiro, son dernier écrit publié en 2012, elle évoque sa vie et sa maladie. Elle décède la même année.

## Œuvre (liste partielle)
- Elementare, signor presidente (1977) (avec Marco Tropea)
- Elementare, signor presidente: dieci anni dopo (1987)
- Il sospetto (1989) Publié en français sous le titre Le Soupçon, Paris, Métailié, Bibliothèque italienne, 1995, réédition Paris, Métailié, Suites : suite italienne, 2001, traduction de Serge Quadruppani.
- La colpa (1990) Publié en français sous le titre La Faute, Paris, Métailié, Suites : suite italienne, 2003, traduction de Geneviève Leibrich.
- Il cappio al collo (1991)
- Monsieur Bovary (1991) Publié en français sous le titre Monsieur Bovary, Paris, Métailié, Bibliothèque italienne, 1995, traduction de Geneviève Leibrich.
- La paura (1993) Publié en français sous le titre La Peur, Paris, Métailié, Bibliothèque italienne, 1996, réédition Paris, Métailié, Suites : suite italienne, 2001, traduction de Geneviève Leibrich.
- Perfide storie di famiglia (1996)
- Profumo di casa (1997)
- Faccia un bel respiro (2012)

## Prix et distinctions notables
- 2003 : Prix du polar européen avec le roman La Faute (La Colpa)[2].

## Source
- (it) Cet article est partiellement ou en totalité issu de l’article de Wikipédia en italien intitulé « Laura Grimaldi » (voir la liste des auteurs).